# 伯利兹堡礁
伯利兹堡礁是伯利兹沿岸的一系列珊瑚礁的统称，位于离岸以北约300（980英尺）和南部国界线以内40（25英里）处。伯利兹堡礁中300（190英里）长的部分是有900（560英里）长的中美洲大堡礁系统的一部分。伯利兹堡礁的规模是大堡礁和新喀里多尼亞堡礁外最大的珊瑚礁系统。

## 物种
伯利兹堡礁包括大量具有多样性的物种，是世界上最发达的生态系统之一，包括70余种硬珊瑚、36余种软珊瑚、500余种鱼类以及数百种无脊椎动物。
估计称当地只有10%的物种被发现，90%的珊瑚有研究的必要。

## 世界遗产
伯利兹堡礁于1996年列入联合国教科文组织世界遗产名录，登录面积96,300 ha。
该世界遗产被认为满足世界遺產登錄基準中的以下基準而予以登錄：
- （vii）包含出色的自然美景与美学重要性的自然现象或地区。
- （ix）在陆上、淡水、沿海及海洋生态系统及动植物群的演化与发展上，代表持续进行中的生态学及生物学过程的显著例子。
- （x）拥有最重要及显著的多元性生物自然生态栖息地，包含从保育或科学的角度来看，符合普世价值的濒临绝种动物种。